# عقيدات كوبه
عقيدات كوبه (بالإنجليزية: Koeppe nodules)‏ هي عُقيداتٌ صغيرة تظهر على الهامش الداخلي للقزحية لدى مرضى التهاب العنبية الأمامي الحبيبي، والذي يحدث في حالاتٍ مثل الساركويد والسل. تتكون العقيدات من خلايا شبه ظهارية وخلايا عملاقة مُحاطة بخلايا لمفاوية.
سُميت عقيدات كوبه نسبةً إلى ليونهارت كوبه.

## روابط خارجية
- صورة في مجلة EyeNet للأكاديمية الأمريكية لطب العيون